# Chicago (гурт)
Chicago — американський рок-гурт, утворений в 1967 році в Чикаго. Відомий як один з перших рок-гуртів, який широко використовував духові інструменти.

## Біографія
Перші альбоми Chicago відрізнялися експериментальним підходом до музики та політично загостреними текстами. Головна родзинка цього гурту була в тому, що в його склад входили саксофоніст, тромбоніст і трубач. Ставка на духові стала запорукою того, що звучання колективу було досить своєрідним. Вони випускали по два повнометражних альбоми в рік, причому всі вони мали на заголовку ім'я гурту з додаванням відповідних римських цифр. Їх другий альбом став одним з бестселерів 1970 року, а через рік Chicago стали першими рок-музикантами, яким було дозволено виступити в святая святих американської музики — Карнегі-холі.
Поряд з Beach Boys (з якими вони нерідко виступали разом), Chicago виявилися єдиною американським рок-гуртом, якому вдалося зберегти комерційну привабливість і широку популярність аж до 1990-х. З роками вони значно пом'якшили своє звучання, а в їхньому репертуарі стали переважати ніжні любовні балади, такі як «If You Leave Me Now» (премія «Греммі», перше місце в США, 1976) і «Hard to Say I'm Sorry» (перше місце в США, 1982). Ця тенденція стала особливо очевидною після загибелі в 1978 році гітариста Террі Ката і з приходом в 1982 році до гурту канадського продюсера Девіда Фостера.
Не всі учасники були задоволені зростаючою комерціалізацією і відходом від рок-коренів. Винуватцем нового напряму команди багато хто вважав вокаліста Пітера Сетеру, який вирішив в 1985 році покинути гурт і записав кілька успішних балад сольно і в дуеті з іншими виконавцями. Після розставання з Сетером і Фостером Chicago зосередилися на живих виступах, а в 1989 році журнал Billboard визнав найбільш продаваним синглом року в США їх енергійну баладу «Look Away» (автор — Дайан Воррен).
Chicago у квітні 2016 року включені до списку Залу слави рок-н-ролу в Клівленді (штат Огайо, США).

## Дискографія

### Студійні альбоми
- 1969 — The Chicago Transit Authority
- 1970 — Chicago
- 1971 — Chicago III
- 1972 — Chicago V
- 1973 — Chicago VI
- 1974 — Chicago VII
- 1975 — Chicago VIII
- 1976 — Chicago X
- 1977 — Chicago XI
- 1978 — Hot Streets
- 1979 — Chicago 13
- 1980 — Chicago XIV
- 1982 — Chicago 16
- 1984 — Chicago 17
- 1986 — Chicago 18
- 1988 — Chicago 19
- 1991 — Twenty 1
- 1995 — Night & Day Big Band
- 1998 — Chicago XXV: The Christmas Album
- 2006 — Chicago XXX
- 2008 — Chicago XXXII: Stone of Sisyphus
- 2011 — Chicago XXXIII: O Christmas Three
- 2013 — Chicago XXXV: The Nashville Sessions
- 2014 — Chicago XXXVI: Now
- 2019 — Chicago XXXVII: Chicago Christmas

### Концертні альбоми
- 1971 — Chicago at Carnegie Hall
- 1975 — Live in Japan
- 1999 — Chicago XXVI: Live in Concert
- 2011 — Chicago XXXIV: Live in '75

### Збірники
- 1975 — Chicago IX — Chicago's Greatest Hits
- 1981 — Greatest Hits, Volume II
- 1983 — If You Leave Me Now
- 1984 — The Ultimate Collection
- 1985 — Take Me Back to Chicago
- 1988 — Greatest Hits 1982—1989 (В Європі випущений як The Heart of Chicago in Europe)
- 1991 — Group Portrait
- 1995 — Overtime
- 1995 — 25 Years of Gold
- 1997 — The Heart of Chicago 1967—1997
- 1997 — The Very Best of Chicago
- 1997 — The Heart of Chicago — 30th Anniversary 1967—1981
- 1997 — The Heart of Chicago — 30th Anniversary 1967—1981, Volume II
- 1998 — The Heart of Chicago 1967—1998 Volume II
- 1998 — The Heart of Chicago — 30th Anniversary 1982—1997
- 1998 — The Heart of Chicago — 30th Anniversary 1982—1997, Volume II
- 2002 — The Very Best Of: Only the Beginning (В Європі випущений як The Chicago Story: Complete Greatest Hits)
- 2005 — Love Songs
- 2007 — The Best of Chicago: 40th Anniversary Edition

### Бокс-сет
- 2003 — The Box

## Примітка
1. ↑  Deep Purple і Chicago включені в американську Залу слави рок-н-роллу. Архів оригіналу за 19 квітня 2016. Процитовано 26 червня 2018.